# Loan Bozzolo
Loan Bozzolo (* 4. Mai 1999 in Sallanches) ist ein französischer Snowboarder. Er startet in der Disziplin Snowboardcross.

## Werdegang
Bozzolo startete im Dezember 2014 in Pitztal erstmals im Europacup und belegte dabei den 49. Platz. Bei den Snowboard-Juniorenweltmeisterschaften 2016 in Rogla errang er den 26. Platz im Einzel und den vierten Platz im Teamwettbewerb. Sein Debüt im Weltcup hatte er im Dezember 2016 in Montafon, das er auf dem 51. Platz beendete. Bei den Snowboard-Juniorenweltmeisterschaften 2017 in Klínovec kam er auf den neunten Platz und bei den Snowboard-Weltmeisterschaften 2017 in Sierra Nevada auf den 45. Platz im Einzel und auf den fünften Rang im Teamwettbewerb. Im April 2017 wurde er in Le Grand Bornand französischer Meister im Snowboardcross. Bei den Olympischen Winterspielen 2018 in Pyeongchang fuhr er auf den 24. Platz. In der Saison 2018/19 holte er drei Siege im Europacup und errang damit den vierten Platz in der Gesamtwertung. Beim Saisonhöhepunkt, den Weltmeisterschaften 2019 in Park City, belegte er den zehnten Platz im Einzel und den fünften Rang im Teamwettbewerb. Anfang April 2019 holte er bei den Juniorenweltmeisterschaften in Rogla im Einzel und zusammen mit Chloé Passerat im Teamwettbewerb jeweils die Goldmedaille. In den folgenden Jahren kam er bei den Snowboard-Weltmeisterschaften 2021 in Idre auf den 21. Platz und bei den Olympischen Winterspielen 2022 in Peking auf den 11. Platz im Einzel sowie auf den neunten Rang im Teamwettbewerb.

## Teilnahmen an Weltmeisterschaften und Olympischen Winterspielen

### Olympische Winterspiele
- 2018 Pyeongchang: 24. Platz Snowboardcross
- 2022 Peking: 9. Platz Snowboardcross Team, 11. Platz Snowboardcross

### Snowboard-Weltmeisterschaften
- 2017 Sierra Nevada: 5. Platz Snowboardcross Team, 45. Platz Snowboardcross
- 2019 Park City: 5. Platz Snowboardcross Team, 10. Platz Snowboardcross
- 2021 Idre: 21. Platz Snowboardcross
- 2023 Bakuriani: 8. Platz Snowboardcross Team, 13. Platz Snowboardcross
- 2025 Engadin: 1. Platz Snowboardcross Team, 2. Platz Snowboardcross

## Weltcupsiege und Weltcup-Gesamtplatzierungen

### Weltcupsiege
| Nr. | Datum             | Ort      |
| --- | ----------------- | -------- |
| 1.  | 17. Dezember 2022 | Cervinia |
| 2.  | 21. März 2025     | Montafon |

### Weltcup-Gesamtplatzierungen
| Saison  | Platz | Punkte |
| ------- | ----- | ------ |
| 2016/17 | 41.   | 293,1  |
| 2017/18 | 49.   | 354,2  |
| 2018/19 | 49.   | 77,2   |
| 2019/20 | 40.   | 157,6  |
| 2020/21 | 17.   | 99     |
| 2021/22 | 12.   | 150    |
| 2022/23 | 7.    | 311    |
| 2023/24 | 14.   | 247    |
| 2024/25 | 2.    | 473    |